# Dasydytes (Dasydytes) nhumirimensis
Dasydytes (Dasydytes) nhumirimensis is een buikharige uit de familie Dasydytidae. Het dier komt uit het geslacht Dasydytes. Dasydytes (Dasydytes) nhumirimensis werd in 1991 voor het eerst wetenschappelijk beschreven door Kisielewski. 